# Lugovoe, Soroca
Lugovoe este un sat din cadrul comunei Regina Maria din raionul Soroca, Republica Moldova. Este situat la 15 km de orașul Soroca. A fost întemeiat în 1949.
Conform datelor recensământului populației din 2004, populația satului constituia 169 de oameni, dintre care 47,34% - bărbați și 52,66% - femei. Structura etnică a populației: 97,04% - moldoveni/români, 1,18% - ucraineni, 1,18% - ruși, 0,59% - bulgari.